# Vriesea rafaelii
Vriesea rafaelii là một loài thuộc chi Vriesea. Đây là loài đặc hữu của Brasil.